# Areopoli
Areopoli (Lingua greca moderna Αρεόπολη), o Aureopoli, in passato chiamata anche Areopolis e Tsimova, è un ex comune greco che ora forma insieme ad altre località, secondo la recente riforma amministrativa del Programma Callicrate, la comunità di Anatoliki Mani, capoluogo della penisola di Maina (o Mani) nella regione greca del Peloponneso.

## Posizione
Areopoli si trova a 80 km a sud di Calamata ad un'altezza s.l.m. di 255 metri, su un altipiano tra il golfo di Messenia (Messiniakos Kolpos) e il Monte Taigeto.
Con i suoi 888 abitanti (2011), Areopoli è la località più grande dell'occidentale Mani. Essa si trova al confine tra la "Mani esterna" (Éxo Mani), che si estende da Aeropoli fino quasi a Calamata, e la "Mani interna" (Méssa Mani), come viene indicata la zona a sud di Areopoli fino a Capo Matapan (o Capo Tenaro, o Ματαπά, nel dialetto della Maina). In questo luogo il massiccio del Taigeto è relativamente piano e offre quindi una favorevole via verso est, verso la città portuale di Gythio. Questo passo, durante l'occupazione ottomana era difeso dalla fortezza Kelefá.

## Storia e descrizione

Bandiera di Maina

Aeropoli ebbe presumibilmente il nome in onore del dio greco Ares.
Al combattente per la libertà greca Petros Mavromichalis (1765–1848), la cui potente famiglia era residente da secoli sulla penisola di Mani, fu eretto sulla piazza principale del mercato di Areopoli un monumento. Egli, insieme ad altri manioti, issò qui, sulla storica chiesa dei Tassiarchi, il 17 marzo 1821, la bandiera di Mani (una croce azzurra in campo bianco con la scritta ΝΙΚΗ Ή ΘΑΝΑΤΟΣ, ovvero "Vittoria o morte") e diede così il segnale di avvio della guerra d'indipendenza greca.
Il porto di Areopoli è Limeni, ov'è la sede della famiglia Mavromichalis, oggi funge da museo.
La città è contrassegnata dalle tipiche case-torri e da chiese interessanti ed è sotto la protezione dei beni culturali.

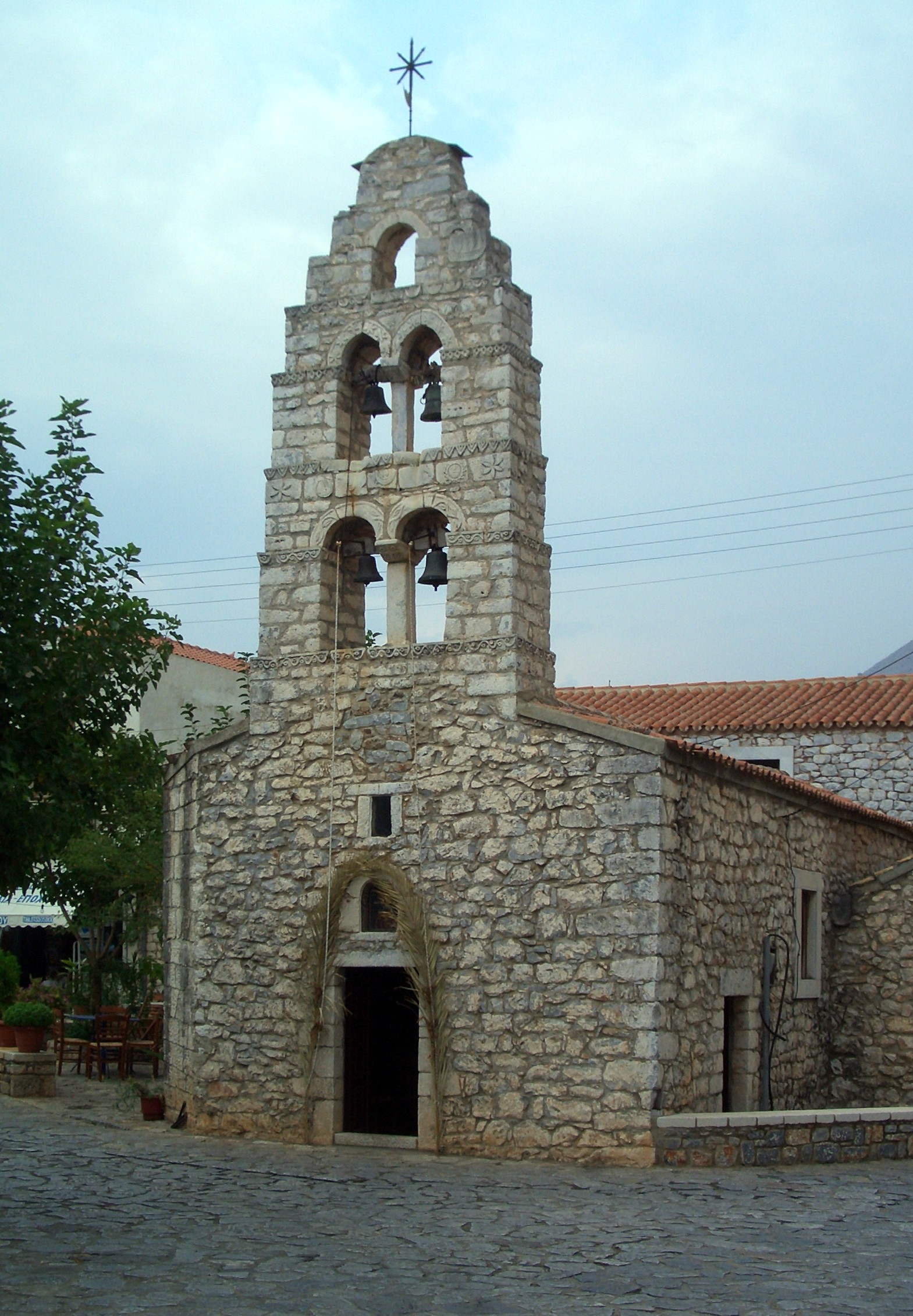
Doppia chiesa di Panagia e Agios Charalambos
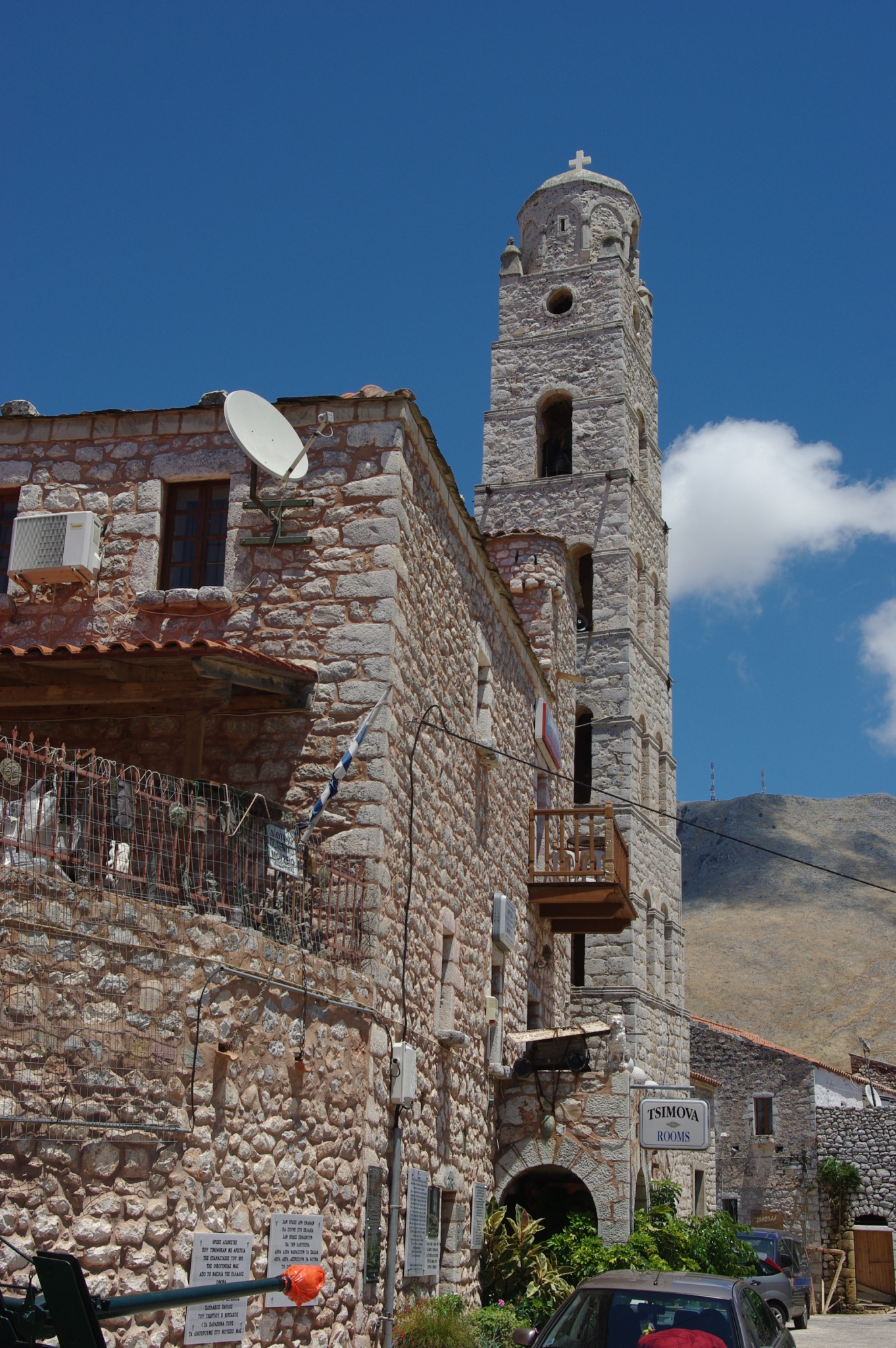
Torre dei st. Taxiarchi
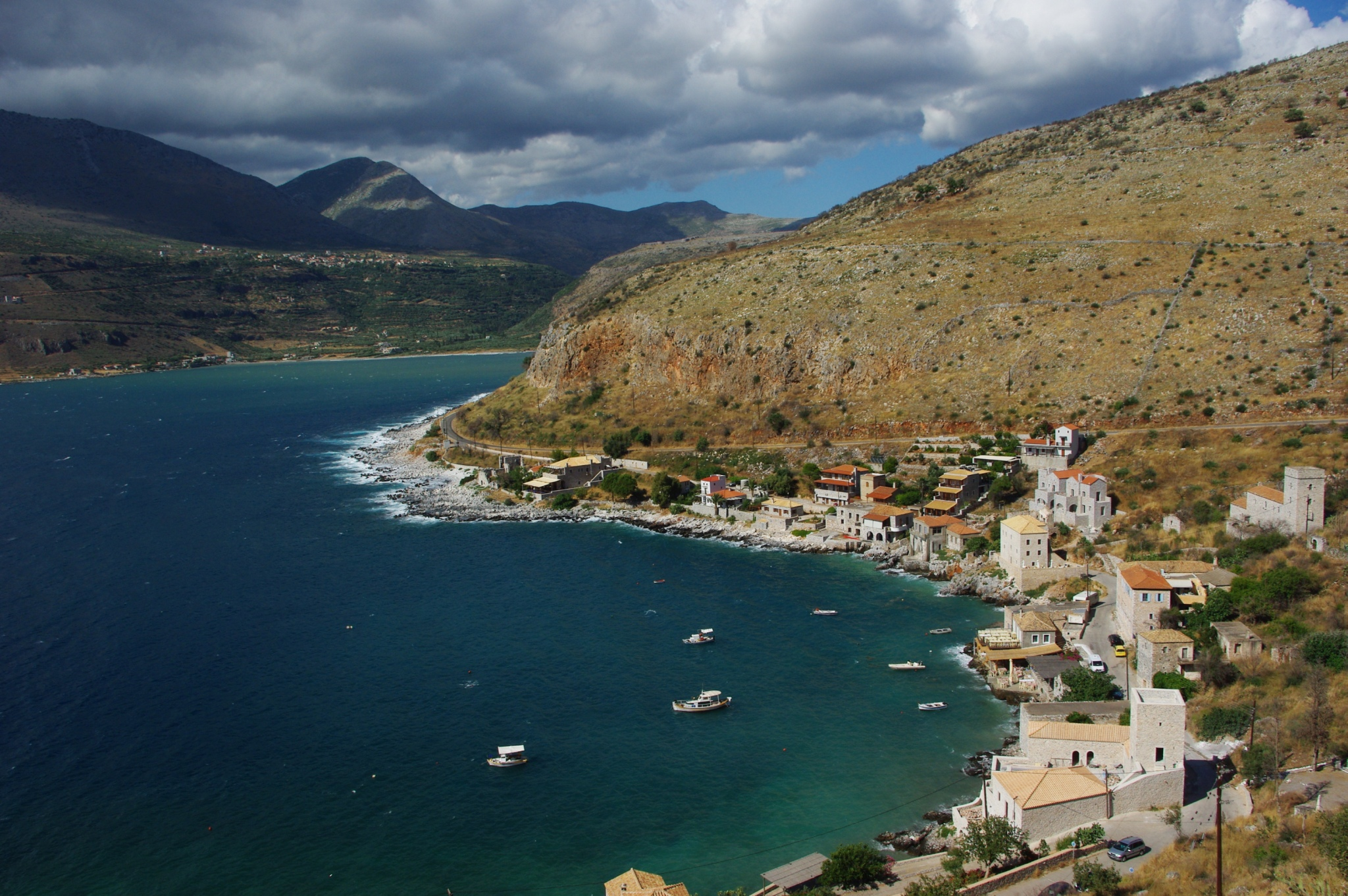
Limeni e la baia di Limeni
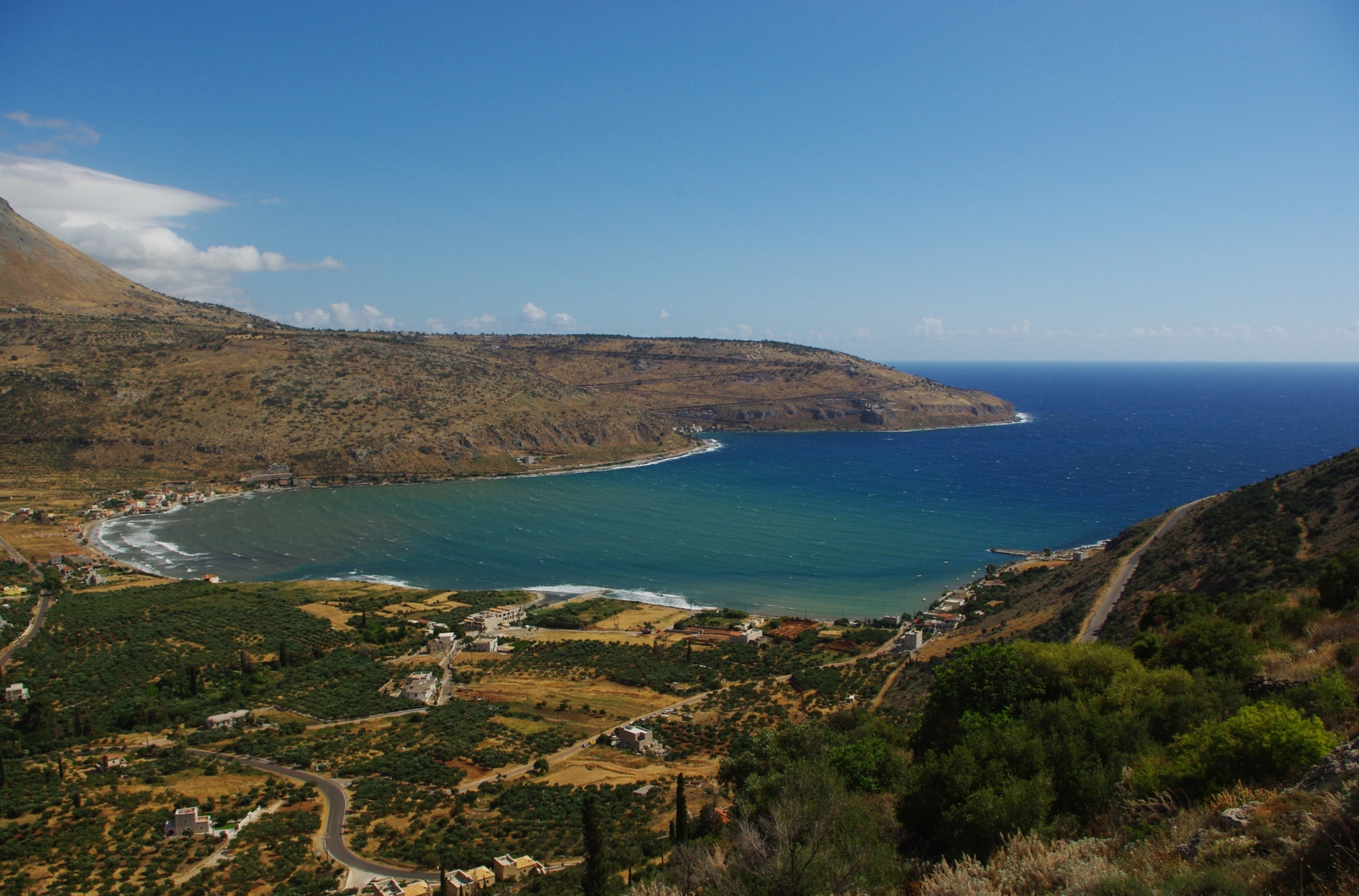
La baia di Limeni: sullo sfondo vi è Areopoli

## Grotte di Pyrgos Dirou
A circa sette chilometri a sud di Areopoli vi sono le Grotte di Pyrgos Dirou (Σπήλαια του πύργου διρού), l'attrattiva più visitata della penisola di Mania. Un viaggio sotterraneo in barca conduce il visitatore ad ammirare il sistema illuminato di spelonche.